# Rättssäkerhet
Rättssäkerhet innebär att det finns en rättsordning som ger individen skydd mot övergrepp från samhället och andra individer och kan känna rättstrygghet. I denna rättsordning ingår juridisk trygghet och att rättsreglerna tillämpas förutsägbart och effektivt. I dess mest minimala betydelse innebär rättssäkerheten juridisk rättvisa.
Rättssäkerhet är en offentligrättslig legitimitetsaspekt av rättsprinciper och rättsskipning, ett rättssystem eller en rättsordning, den ordning av förutsägbarhet och tillämpning av generellt gällande normer, vilket anses vara förenat med rättsstaten. 
Rättssäkerhet bygger på principer som oskuldspresumtionen, proportionalitetsprincipen, förutsebarhet, allas likhet inför lagen. För att en demokratisk rättsstat ska kunna garantera mänskliga rättigheter som dessa krävs bland annat fria val, oberoende och opartiska domstolar, god lagstiftning och förutsebar rättstillämpning.
Rättssäkerheten är en viktig del av den demokratiska rättsordningen, och handlar om det juridiska förhållandet mellan den enskilde och staten. Dess syfte är att alla ska vara skyddade emot övergrepp från andra medborgare, myndighetspersoner och av samhället, och säkrade sina friheter. Till rättssäkerhet brukar även tillföras människors rätt till privatliv. 
Rättssäkerhet anförs ibland kunna delas in i formell och materiell säkerhet. Formell rättssäkerhet skulle då vara den traditionella rättssäkerheten, en rättviseaspekt som följer av förutsägbarhetsprincipen. Straff, tvångsåtgärder och lagföringar för brott ska vara förutsägbara och följa en enhetlig och systematisk ordning; till exempel skall straffrättsliga regler inte få gälla retroaktivt. Materiell rättssäkerhet skulle då istället innebära att rättstillämpningen är etiskt och moraliskt god.